# Медзилаборце (окръг)
Окръг Медзилаборце (на словашки: okres Medzilaborce) е окръг в Прешовския край на Словакия. Център на окръга и негов най-голям град е едноименният Медзилаборце. Площта му е 427,25 км², а населението е 11 056 души (по преброяване от 2021 г.).

## Статистически данни
Национален състав:
- словаци – 58,6%
- русини – 31,3%
- украинци – 2,2%
- цигани – 1,8%

Конфесионален състав:
- гръкокатолици – 49,7%
- православни – 26,6%
- католици – 8,7%
- лютерани – 0,6%